# Hacks Lagoon Conservation Park
Hacks Lagoon Conservation Park är en park i Australien. Den ligger i delstaten South Australia, omkring 310 kilometer sydost om delstatshuvudstaden Adelaide. Hacks Lagoon Conservation Park ligger 46 meter över havet. Den ligger vid sjöarna  Hacks Swamp och Hacks Lagoon.
Trakten runt Hacks Lagoon Conservation Park är nära nog obefolkad, med mindre än två invånare per kvadratkilometer.. Närmaste större samhälle är Naracoorte, omkring 16 kilometer norr om Hacks Lagoon Conservation Park. 
Trakten runt Hacks Lagoon Conservation Park består till största delen av jordbruksmark. Genomsnittlig årsnederbörd är 808 millimeter. Den regnigaste månaden är juli, med i genomsnitt 137 mm nederbörd, och den torraste är februari, med 17 mm nederbörd.